# SSVg Barmen
SSVg Barmen was een Duitse voetbalclub uit Barmen, een stadsdeel van Wuppertal, Noordrijn-Westfalen, die bestond van 1906 tot 1970.

## Geschiedenis
De club werd in 1906 opgericht als SC Germania Rott. Na een fusie met FC Olympia Barmen werd de naam Barmer SpV 06. Op 27 augustus 1920 fuseerde de club met SV 07 Carnap en nam zo de naam SSV Barmen aan. In 1928 promoveerde de club naar de hoogste klasse van de Bergisch-Markse competitie. De competitie was in twee reeksen opgedeeld en de club werd meteen tweede achter Fortuna Düsseldorf, zij het met grote achterstand. Het volgende seizoen was er één reeks en ook nu deed de club het goed en moest enkel VfL Benrath 06 en Fortuna laten voorgaan. Vanaf 1930/31 werd de competitie opnieuw opgesplitst. De club werd nu tweede achter stadsrivaal Sportfreunde Schwarz-Weiß Barmen. Ook het volgende seizoen moest de club genoegen nemen met een tweede plaats, achter VfL Benrath. In 1932/33 werd de club slechts zevende. Na dit seizoen kwam de NSDAP aan de macht in het land. De competitie werd geherstructureerd en de West-Duitse bond met zijn acht competities werden ontbonden en vervangen door drie Gauliga's, waarvoor de club zich niet plaatste. Van 1943 tot 1945 ging de club een tijdelijk fusie aan met Sportfreunde Schwarz-Weiß Wuppertal en TuRa Wuppertal tot KSG Wuppertal-Barmen.
Na de Tweede Wereldoorlog speelde de club in de tweede klasse tot 1948. In 1951/52 speelde de club nog één seizoen in de Amateurliga en zakte daarna weg naar lagere reeksen. Op 11 juni 1970 fuseerde de club met Eintracht Wuppertal, VfB Wuppertal en Viktoria Wuppertal tot ASV Wuppertal.